# Istruzione in Siria
La Siria ha un buon sistema educativo. Il partito Ba'th promuove l'idea che l'educazione sia uno dei fondamenti dello sviluppo economico. Dal 1967, tutte le scuole e le università sono sotto la supervisione del Partito Ba'th.

## Il sistema educativo in Siria
Il sistema educativo in Siria si basa sul vecchio sistema francese. L'istruzione è libera in tutte le scuole pubbliche e obbligatoria fino al 9º grado. La scuola si divide in tre livelli:
dal 1º al 4º grado: Educazione di base di I livello (Arabo: تعليم أساسي حلقة أولى)

dal 5º al 9º grado: Educazione di base di II livello (Arabo: تعليم أساسي حلقة ثانية)

dal 10º al 12º grado: Educazione secondaria (Arabo: التعليم الثانوي)
I risultati degli esami finali del 9º grado determinano se lo studente andrà alla scuola secondaria generale o alla scuola secondaria tecnica. Le scuole secondarie tecniche includono scuole di agricoltura e di industria per i ragazzi, scuole di artigianato per le ragazze, e scuole commerciali e d'informatica per entrambi.
All'inizio dell'11º grado, coloro che vanno alla scuola secondaria generale, devono scegliere se proseguire i loro studi nelle materie letterarie o in quelle scientifiche.
I risultati degli esami del 12º grado determinano a quale università e facoltà andrà lo studente. 
Le università chiedono modeste somme di denaro per l'iscrizione se lo studente ha ottenuto un voto sufficiente all'esame. Se non soddisfa i requisiti richiesti, lo studente dovrà pagare elevate somme di denaro per iscriversi. Ci sono alcune università private, ma le loro quote di iscrizione sono molto più alte.

## Università pubbliche
- Università di Damasco a Damasco
- Università di Aleppo ad Aleppo
- Università Al-Baath ad Homs e Hama
- Tishreen University a Latakia
- Furat University a Deir el-Zor, Al-Raqqa ed Al-Hasaka
- Higher Institute for Applied Science and Technology (HIAST) a Damasco
- Higher Institute of Business Administration (HIBA) a Damasco